# Vista de Zaragoza en 1647
La Vista de Zaragoza en 1647 es un cuadro de Juan Bautista Martínez del Mazo, atribuido ocasionalmente a su maestro y suegro Diego Velázquez. 
Martínez del Mazo formó parte del taller de Velázquez. La buena relación que tenía con su maestro creció al contraer matrimonio, en 1633, con Francisca, hija del sevillano. Este cedió el puesto de ujier de cámara a su yerno, a fin de estabilizar el futuro económico de su hija.
El cuadro se pintó por encargo del príncipe Baltasar Carlos de Austria, primogénito varón de Felipe IV. Comenzó a pintarse, probablemente, en Zaragoza. Martínez del Mazo lo culminó y firmó en 1647, cuando ya había muerto el príncipe de Asturias.
La obra ha desatado polémica al ser estudiada, pues la mayoría de los expertos en Velázquez, como Jonathan Brown, consideran que el maestro de Sevilla intervino en esta obra. Otra de las hipótesis planteadas es que Velázquez realizó las figuras y Mazo pintó los fondos y los edificios, pero ha sido rechazada en los últimos años. Es destacable la calidad con la que fueron representados los monumentos arquitectónicos, muchos de los cuales se han perdido.
Desde 1686 figuró en las colecciones del Real Alcázar de Madrid, hasta que en 1830 pasó al Museo del Prado, por designio de la reina consorte María Cristina de Borbón-Dos Sicilias. Allí se encuentra actualmente.

## Historia

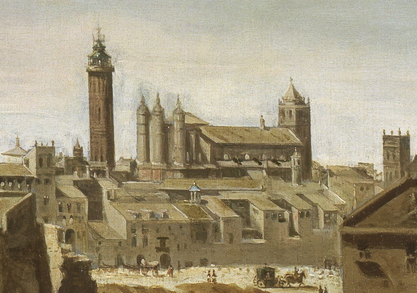
Colegiata mudéjar del Pilar, según el cuadro.

Baltasar Carlos, el malogrado hijo mayor de Felipe IV, sentía gran aprecio por la capital aragonesa, y comisionó a su maestro de pintura, Martínez del Mazo, para pintar una panorámica de Zaragoza. Esta se realizó desde una sala del convento de San Lázaro —destruido en el siglo XIX—, donde murió Baltasar Carlos el 9 de octubre de 1646.  Desde dicho salón se podía ver la ciudad, y al Ebro que la atravesaba. Al ordenar el cuadro, el príncipe de Asturias indicó el punto de vista exacto que debería tener.
El pintor concluyó el trabajo en 1647, en Madrid. No se tiene constancia de su paradero hasta 1686, cuando aparece en el inventario de los bienes artísticos del alcázar de Madrid. La creación del Museo del Prado en los albores del siglo XIX motivó a que la Casa Real cediese gran parte de su colección a los fondos de la naciente pinacoteca. Entre los primeros cuadros que llegaron al museo se encontraba la Vista de Zaragoza.

## Análisis

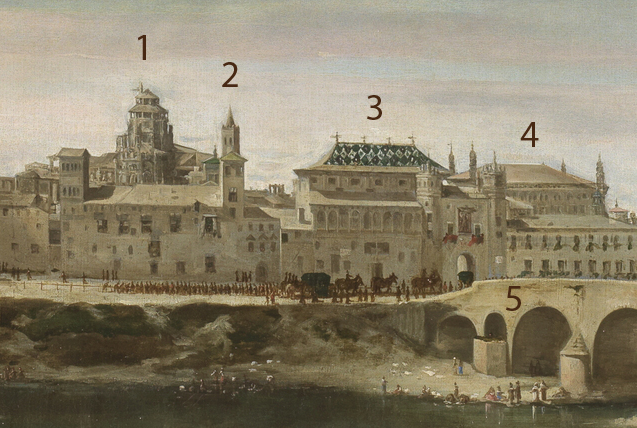
Detalle del cuadro. Los hitos representados corresponden a:
1- Cimborrio de la Seo
2- Torre mudéjar de la Seo
3- Palacio de la Diputación del Reino
4- Lonja
5- Puente de piedra.

El cuadro capta, con toda probabilidad, el desplazamiento de la corte de Madrid a Zaragoza para la jura de Baltasar Carlos de Austria como príncipe de Gerona y heredero de la corona de Aragón. Estas ceremonias solían celebrarse con grandes fiestas y fuegos artificiales. Felipe IV mantuvo una gran relación con la ciudad debido a que en ella asentó su cuartel general durante la Guerra de Cataluña. La comitiva real estaba integrada por numerosos personajes de la corte, que pueden apreciarse a la orilla del río. El paisaje es muy realista y la presencia de pequeños personajes aporta gran vida a la escena. El dinamismo del cuadro está marcado por los grupos de personajes y el manejo de los colores. La profundidad que adquiere la obra está bien resuelta a través de las tonalidades que adquiere el amanecer y las montañas que se encuentran en el horizonte. En fin, la ciudad queda magnificada debido al gran protagonismo que recibe en el cuadro.
Martínez del Mazo pintó esta obra en la época de mayor crecimiento y dinamismo económico de Zaragoza, que coincidió con el Siglo de Oro. A pesar de que, para muchos críticos, el centro del cuadro es la comitiva del rey, según Portús, esta es apenas perceptible en el cuadro. Contrariamente a lo que sucedía en otras vistas de ciudades españolas de la época, Mazo no se conforma con representar unos cuantos hitos, sino que se dedica a plasmar con exactitud todo el caserío de Zaragoza en la ribera del Ebro. Martínez integra en el cuadro el puente de Piedra y el de Tablas, que acababa de ser inaugurado por el rey Felipe. Supera, por mucho, la Vista que pintó Anton van der Wyngaerde en 1563.
En la obra se ve a la comitiva real abandonando Zaragoza tras la muerte del príncipe, y conduciendo su cadáver hasta el Monasterio de San Lorenzo de El Escorial, donde será enterrado. Algunos autores contradicen esta teoría, pues creen que se representa la entrada de Felipe IV y no su salida con el cuerpo de su hijo.

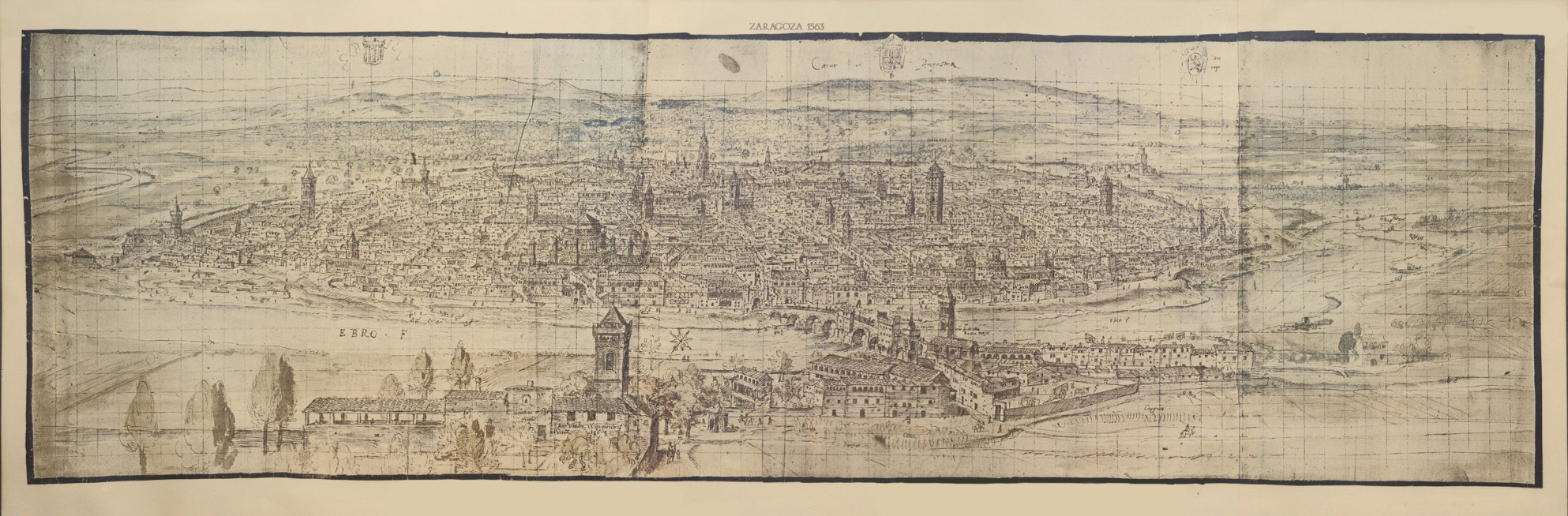
Vista de Zaragoza, de Anton van der Wyngaerde (1563).

La obra es un testimonio gráfico fidelísimo de lo que era la urbe zaragozana en aquellos años. Tomada desde la orilla izquierda del Ebro, el cielo y los grupos de personas alrededor del río que circunda Zaragoza adquieren un enorme protagonismo en un cuadro relacionado con modelos flamencos. Martínez del Mazo era un conocido paisajista, especialista en pintar cuadros de tema cinegético y grandes panorámicas con bien trazados detalles topográficos y diminutos personajes que daban vida a la escena. Ello le permitió ejecutar con destreza los detalles de este cuadro, su obra más conocida.
Todos los edificios que aparecen en este cuadro son reales. De izquierda a derecha aparecen, entre otros, el puente de Tablas —cuyo lugar lo ocupa ahora el puente del Pilar—, el Convento de San Agustín, la torre de la iglesia de la Magdalena, el edificio de la Compañía de Jesús, la torre de San Miguel de los Navarros, el palacio de los marqueses de Almonacid, el Palacio Arzobispal de Zaragoza, el templo gótico de la Seo, el edificio de la Diputación del Reino de Aragón, la Lonja de Mercaderes, el puente de piedra y la Puerta del Ángel. Al oeste podemos contemplar monumentos como la Torre Nueva, la colegiata mudéjar de Santa María del Pilar, el torreón de la Zuda, el Palacio de la Aljafería y la torre de la iglesia de San Pablo.
Descuella en el cuadro la imagen del Puente de Piedra, construcción que, entre el 16 y el 18 de febrero de 1643, había sido arruinada por una catastrófica riada. El puente perdió el ojo central y la vasta mayoría del tablero. A fin de que las comunicaciones de Zaragoza no se vieran afectadas por esta situación se habilitó un puente de tablas y las barcazas que ha plasmado con detalle Martínez del Mazo. Se observa un gran movimiento de gente en las orillas del río. Aparecen vendedores de fruta, chiquillos, caballeros —como uno de que ha bajado del caballo y posa para el pintor—, damas, y algunos personajes que bajan o suben a las barcas. Todo el gentío que se aglomera en la ribera del Ebro está trazado con tal realismo que constituye un documento preciosísimo para estudiar los desplazamientos de la corte en el siglo XVII.
Este cuadro tiene una innegable calidad técnica y está fuertemente enraizado con el estilo velazqueño. Los críticos de arte, durante mucho tiempo, pensaron que la obra había sido fruto de una colaboración entre Velázquez y su yerno. A partir del siglo XX se ha considerado obra únicamente de Martínez del Mazo.
Juan Francisco Andrés de Uztarroz, cronista aragonés, escribió un lema en el lado izquierdo de la pintura, que rezaba: «IVSSV PHILIPPI, MAX. HIP. REGIS IOANNES BAVTISTA MAZO URBI CAESAR AVG. ULTIMUM PENICILLIVM. ANNO MDCXLVII». También Mazo pintó, en la parte superior, una Virgen del Pilar sostenida por ángeles. Debido al mal estado de esta figura, en 1857 fue cubierta por orden del director del Prado, el pintor Juan Antonio de Ribera. Se conocen varias copias del cuadro, todas hechas entre el siglo XVII y el XVIII, la mayoría en colecciones particulares. Se conserva una carta de Martínez del Mazo a Uztarroz, donde agradece al cronista de Aragón haber escrito la leyenda latina que aparece en el ángulo izquierdo.